# Krusjovene
Krusjovene (bulgariska: Крушовене) är ett distrikt i Bulgarien.   Det ligger i kommunen Obsjtina Dolna Mitropolija och regionen Pleven, i den nordvästra delen av landet, 140 km nordost om huvudstaden Sofia.
Trakten runt Krusjovene består till största delen av jordbruksmark. Runt Krusjovene är det ganska glesbefolkat, med 34 invånare per kvadratkilometer.